# 安藤太郎 (実業家)
安藤 太郎（あんどう たろう、1910年（明治43年）1月3日 - 2010年（平成22年）5月9日）は、日本の実業家。住友銀行副頭取、住友不動産社長・会長・相談役を務めた。第1次・第2次オイルショックの際に住友不動産を黒字化した実績から、「救世主」「中興の祖」と賞された。

## 来歴
安藤源治郎の長男として宮城県刈田郡七ヶ宿町で出生した。仙台二中、旧制水戸高校を経て、1934年（昭和9年）東京帝国大学法科を卒業して、住友銀行へ入行する。
住友銀行では、東京副支店長、東京事務所次長、本店営業部次長、そして銀座・日本橋の各支店長を歴任し、1959年（昭和34年）6月には東京事務所長、同11月取締役に就任する。1962年（昭和37年）4月に常務へ昇格し、1967年（昭和42年）5月には専務、1972年（昭和47年）5月副頭取に就任する。副頭取は1974年（昭和49年）5月まで2年1期務め、同年住友不動産へ転じて社長に就任。1985年から1994年にかけて会長を務めた。
2008年（平成20年）6月27日付で健康上の理由で取締役を退き、相談役となった。
2010年（平成22年）5月9日、老衰のため東京都内の自邸で死去した。100歳没。

## 都銀懇話会の三羽烏
安藤太郎が金融界で注目されるようになったのは、東京事務所所長時代である。当時、住友銀行は大阪が本店所在地であり、銀行のみならず、住友系企業グループの経営基盤は関西が多かった。その意味において住銀の東京事務所は、東京を中心とする政財界の動きはもとより、各方面のさまざまな情報を収集する「東京探題」として重要な役割を担っていた。
いわば東京事務所は、秘書室と広報室と総務部をいっしょにしたような機能を持っていたわけである。安藤は常務時代、「都銀懇話会」での活躍が特筆される。当時、都市銀行がしょって立つ経営基盤の戦略は、すべて「都銀懇話会」で生み出されたものといっても過言でなく、都銀の経営ビジョンづくりのタスクフォースとして注目された。当時「都銀懇話会」で「三羽烏」と呼ばれていたのは、富士銀行の松沢卓二常務、三菱銀行の黒川久専務、それに安藤であった。松沢は後に、富士銀行の頭取、黒川は副頭取から三菱油化社長に転出した。

## 家族
安藤太郎の妻・満寿子は、山口県旧家の2代目百合本安太郎の二女。満寿子の姉香代子は元福岡県弁護士会長の白川慎一に、妹の直子はダイワ精工顧問の秋庭正義に嫁いでいる。秋庭正義の叔父にあたる、秋庭義衛の妻・千重子は、旧子爵、第一銀行頭取・渋沢栄一の孫娘で旧子爵、大蔵大臣や貴族院議員、東京市長を歴任した阪谷芳郎の四女。したがって阪谷芳郎の孫娘らを娶っている大島寛一（元農中金副総裁）や経団連会長・植村甲午郎の長男植村泰忠（東大理学部教授）らは甥にあたる。
安藤太郎の長姉・みゆきの女婿・安藤秀夫は、日本出版販売相談役・相田岩夫の実弟である。相田岩夫の妻・静は、内閣総理大臣を務めた濱口雄幸の二女。雄幸の長男・濱口雄彦（元国際電信電話会長）の二女・淑は、上皇后美智子の兄である正田厳に嫁いでいる。

## 栄典
- 勲一等瑞宝章（1990年）

## 脚註
1. 1 2 3 4  “住友不動産安藤太郎氏 98歳にして取締役退任のなぜ”. J-CAST ニュース (2008年5月13日). 2024年2月12日閲覧。
2. ↑  “【宮城県仙台第二高校】華麗なる卒業生人脈！ソニー元社長の中鉢良治、テレビ朝日の玉川徹、住友不動産元社長の安藤太郎…”. ダイヤモンド・オンライン (2022年11月15日). 2024年2月12日閲覧。
3. ↑  “住友不中興の祖、安藤太郎氏死去／多角化経営で立て直す”. 四国新聞社. 2024年2月12日閲覧。
4. ↑  “住友不中興の祖、安藤太郎氏死去 多角化経営で立て直す”. 共同通信. - archive.today（2014年5月21日アーカイブ分）